# Ortocromático

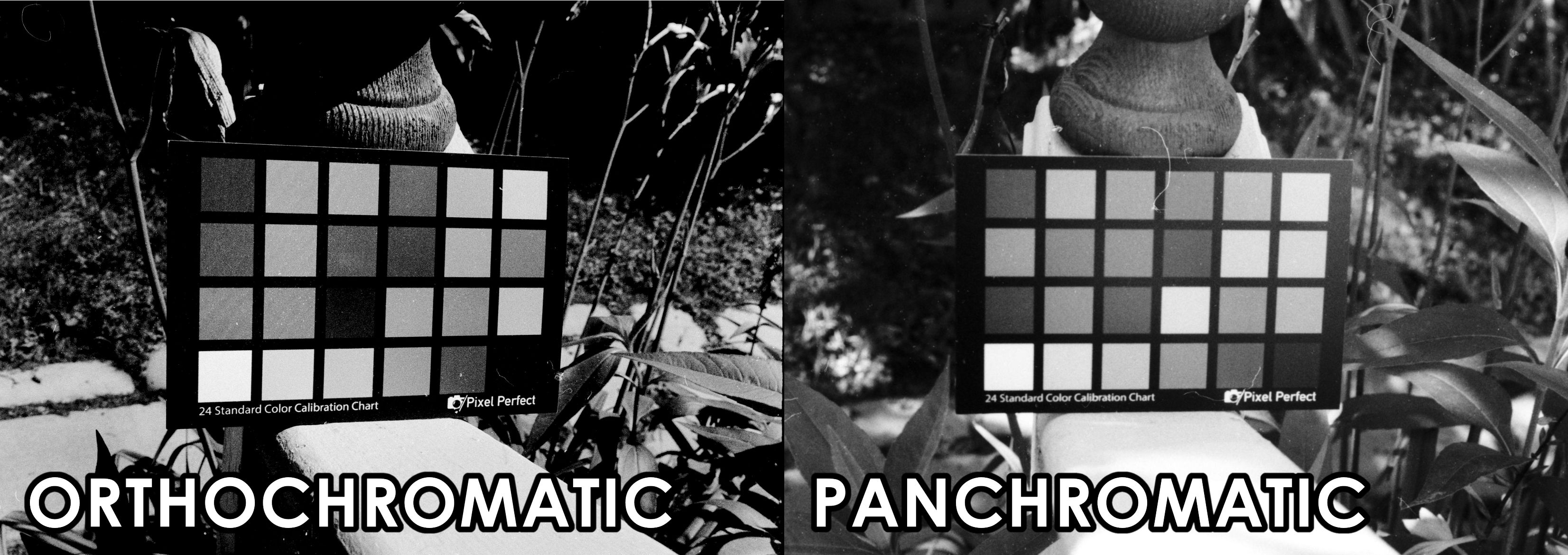
Imagen octocromatica

Ortocromático se refiere a todo espectro de luz que está desprovisto de luz roja.

## Fotografías ortocromáticas
Las películas fotográficas ortocromáticas poseen una emulsión fotográfica que es sensible a cualquier luz azul y verde, por lo tanto pueden ser procesadas con una luz roja. Al usar películas ortocromáticas los objetos azules aparecen más claros y los rojos más oscuros debido a la mayor sensibilidad del color azul. Una película pancromática estándar se puede utilizar con un filtro de lentes cian (carente de luz roja) para producir un efecto similar.
Las películas ortocromáticas fueron producidas por primera vez por Hermann Wilhelm Vogel en 1873 mediante la adición de pequeñas cantidades de ciertos tintes de anilina basados en emulsiones fotográficas que hasta entonces habían sido sensibles solo a la luz azul, fue un trabajo que fue prolongado por otros incluyendo a Josef Maria Eder, quién introdujo el uso del tinte rojo de eritrosina en 1884.